# Gyrostoma dubium
Gyrostoma dubium is een zeeanemonensoort uit de familie van de Actiniidae. De wetenschappelijke naam van de soort is voor het eerst geldig gepubliceerd in 1900 door Carlgren.